# George W. Andrews

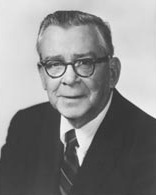
George W. Andrews

George William Andrews (* 12. Dezember 1906 in Clayton, Alabama; † 25. Dezember 1971 in Birmingham, Alabama) war ein US-amerikanischer Politiker. Er vertrat den Bundesstaat Alabama im US-Repräsentantenhaus.

## Werdegang
George Andrews wurde am 12. Dezember 1906 in Clayton geboren, wo er die öffentliche Schule besuchte. Danach graduierte er 1928 an der University of Alabama in Tuscaloosa. Seine Zulassung als Anwalt bekam er im selben Jahr und eröffnete dann eine Praxis in Union Springs, Alabama. Zwischen 1931 und 1943 war er Staatsanwalt des dritten Gerichtsbezirk von Alabama.
Während des Zweiten Weltkriegs diente er als Leutnant in der United States Naval Reserve vom Januar 1943 bis zu seiner Wahl in den Kongress. Zu der Zeit war er auf Pearl Harbor und Hawaii stationiert. Er wurde als Demokrat in den 78. Kongress gewählt, um die freie Stelle zu füllen, die durch den Tod von Henry B. Steagall entstanden war. In seiner Amtszeit im Kongress war er an der Verfassung des Southern Manifesto beteiligt, das sich gegen die Rassenintegration an den öffentlichen Einrichtungen aussprach.
Andrews wurde noch 14 weitere Male in den Kongress wiedergewählt. Seine Amtszeit belief sich vom 14. März 1944 bis zu seinem Tod am 25. Dezember 1971 in Birmingham, Alabama. Er wurde auf dem Oak Hill Cemetery in Union Springs beerdigt.
George William Andrews war mit Elizabeth B. Andrews verheiratet.